# Markus Sitticus von Hohenems
Markus Sitticus von Hohenems (ur. 19 sierpnia 1533 w Hohenems, zm. 15 lutego 1595 w Rzymie) − niemiecki kardynał. Siostrzeniec papieża Piusa IV i kuzyn Karola Boromeusza. Jego nazwisko jest niekiedy latynizowane jako Altemps.

## Życiorys
W młodości wstąpił do zakonu rycerskiego Santiago i uczestniczył w działaniach zbrojnych przeciw Turkom oraz w Toskanii. W tym okresie spłodził też nieślubnego syna Roberto, którego później legitymizował. Po wstąpieniu jego wuja na tron papieski został mianowany przez niego kardynałem na konsystorzu 26 lutego 1561. Był biskupem Cassano (1560-61) i Konstancji (1561-89) oraz gubernatorem wielu miast i terytoriów w Państwie Kościelnym (m.in. Capranica, 1565-88). Archiprezbiter bazyliki laterańskiej. Uczestniczył we wszystkich konklawe jakie odbyły się za jego kardynalatu, będąc jednym z liderów kardynałów nominowanych przez Piusa IV. Wybudował Palazzo Altemps w Rzymie. Zmarł w wieku 62 lat i został pochowany w rzymskim kościele Santa Maria in Trastevere.